# Fuel (jogo eletrônico)
Fuel é um jogo de corrida desenvolvido pela Asobo Studio e publicado pela Codemasters. Foi lançado para Microsoft Windows, Xbox 360 e PlayStation 3.
Com um tema pós-apocalíptico, Fuel foi considerado por muitos o jogo com um dos maiores mapas, tendo 14,4 mil quilômetros quadrados. Com base nisto, Fuel entrou para o Guinness World Records no dia 24 de maio de 2009, considerando o jogo com maior extensão de área do mundo.